# Országos Ipariforma Tervezési Konferencia
Az Országos Ipariforma Tervezési Konferenciát Budapesten rendezték meg. Az első 1984-ben, a második 1989-ben volt, ami a tervezés, formatervezés, gyártástervezés témájáról szólt. A III. Országos Ipariforma Tervezési Konferenciáról számos kiadvány készült. A konferenciákon a formatervezés, a tárgykultúra kap hangsúlyt.

## Lásd még
- Moholy-Nagy Művészeti Egyetem
- Dr. S. Nagy Katalin BME egyetemi tanára